# Batarà galtaargentat
El batarà galtaargentat (Sakesphoroides cristatus o Sakesphorus cristatus) és una espècie d'ocell de la família dels tamnofílids (Thamnophilidae), l'única pertanyent al gènere Sakesphoroides; fins a l'any 2021 va estar col·locada en el gènere Sakesphorus. És endèmic de Brasil.

## Descripció
Mesura 14 cm de longitud. El mascle té la cresta, la part anterior de la cara, gola i centre del pit negres, contrastant amb la resta del cap i flancs gris clar. Per dalt és marró vermellós, ales negres amb marques blanques, la cua és barrada de negre i blanc. Per baix és blanquinós. La femella és de clor marró vermellós pàl·lid per dalt, més brillant a la cresta i cua; ales fosques amb dues faixes blanc trencat, com el mascle; per baix és marró groguenc clar.

## Distribució i hàbitat
Vegetació de caatinga a Queimadas, Paraiba, hàbitat típic de l'espècie.
Es troba exclusivament al nord-est del Brasil: al centre de Ceará, sud-est de Piauí, oest de Pernambuco, Bahía (excepte la costa) i nord de Minas Gerais (cap al sud fins a l'alta vall del Riu São Francisco).
Aquesta espècie és considerada força comuna, però una mica local en els seus hàbitats naturals: el sotabosc i les vores de boscos caducifolis i matolls àrids de la caatinga, principalment entre els 500 i 1200 m d'altitud.

## Comportament
Usualment, va en parelles furtives entre la densa mala herba baixa i són difícils de veure, almenys si no canten.

### Alimentació
Com els seus congèneres s'alimenta d'artròpodes, petits vertebrats i uns quants fruits.

### Vocalització
El cant és un greu «xup, xup, xup, xup, txuh-txuh-txuh-tx-tx-tx-txah» que recorda el cant de Thamnophilus torquatus. També fa un reclam musical «tuu» repetit a intervals d'un a dos segons.

## Sistemàtica

### Descripció original
El batarà galtaargentat va ser descrit per primera vegada pel naturalista alemany Maximilian zu Wied-Neuwied el 1831 sota el nom científic Thamnophilus cristatus i  la localitat tipus «Badia, Brasil».
El batarà galtaargentat es va descriure originalment com Turdus cristatus i més tard es va transferir al gènere Sakesphorus. La transferència al nou gènere Sakesphoroides es va proposar l'any 2010 a partir de la morfologia distintiva de l'espècie. La singularitat va ser confirmada per un estudi genètic publicat el 2010. Basant-se en aquest estudi, el Comitè de Classificació Sud-americà de la Societat Ornitològica Americana, el Congrés Ornitològic Internacional i la taxonomia de Clements van traslladar ràpidament el batarà galtaargentat a Sakesphoroides. No obstant això, des de desembre de 2023 BirdLife International i Handbook of the Birds of the World el conserven a Sakesphorus.

### Taxonomia
És monotípica. L'any 2010, l'ornitòleg germà - brasiler Rolf Grantsau va proposar separar aquesta espècie en un gènere monotípic, Sakesphoroides, per ell descrit, amb base en diferències morfològiques.
Els estudis genètics de Harvey et al. (2020), i les anàlisis filogenómiques de Bravo et al. (2021) demostraren que el gènere Sakesphorus no era monofilètic pel fet que S. cristatus és germana d'un clade format pels gèneres Herpsilochmus i Dysithamnus, i que el parell format per Sakesphorus canadensis (l'espècie tipus) i S. luctuosus és germà del gènere Thamnophilus. A causa de les considerables diferències fenotípiques entre S. cristatus, Dysithamnus i Herpsilochmus, no es va considerar adequat unir-les en un únic gènere, per la qual cosa Bravo et al. van suggerir col·locar-la en el gènere Sakesphoroides, com havia proposat per Grantsau anteriorment. El canvi taxonòmic va ser aprovat a la Proposta No 914 al Comitè de Classificació de Sud-americà (SACC) el juliol de 2021.

### Etimologia
El nom genèric Sakesphoroides és una combinació del gènere Sakesphorus (que es compon al seu torn de les paraules del grec antic «sakeos», que significa “escut”, «phoros», que significa “que té”, “que sosté”, i «oidēs», que significa “s'assembla”).